# Women Beware Women
Women Beware Women est une tragédie jacobéenne écrite par le dramaturge britannique Thomas Middleton vers 1621 et publiée en 1657. 

## Argument
À Florence, Bianca, une jeune et belle femme, cherche à s'échapper de sa triste demeure pour fuir l'ennuyeux Léantio. Ce dernier exige que Bianca soit enfermée par sa mère dans sa chambre lorsqu'il doit s'absenter. Pendant une réclusion, le duc de Florence voit Bianca à une fenêtre de sa prison et parvient à lui faire la cour grâce à l'aide de la veuve Livia. À son retour, Léantio découvre que Bianca l'a trompé. 
Par ailleurs, Hippolito, le frère de Livia, est tourmenté par son amour pour sa nièce Isabella qui partage ce sentiment avec son oncle, mais cherche à garder secrète leur relation, car Livia l'encourage à épouser Ward, un jeune héritier. Cependant, Livia, toute occupée à ses fonctions d'entremetteuse pour établir des relations illégitimes, découvre qu'elle aussi est encore capable d'aimer et, par conséquent, elle se met à rechercher l'amour de Léantio. Ces relations complexes, où la dissimulation et le mensonge sont rois, aboutissent à un horrible bain de sang.

## Thème
Cette satire sociale cinglante de la politique sexuelle et des droits des femmes offre un spectaculaire dénouement tragicomique.

## Représentation moderne
La première représentation moderne est produite à Londres, par la Royal Court Theatre, en 1986.